# Emmeline Ndongue
Emmeline N'Dongué (Auxerre, Francia, 25 de abril de 1983) es una jugadora de baloncesto francesa. 